# 根河林业局
根河林业局是一个位于中华人民共和国内蒙古自治区根河市的类似乡级单位，亦是中国内蒙古森林工业集团所属的一个林业局。
根河林业局于1954年建局，地处大兴安岭北段西坡，总面积632,424公顷，有林地面积为527,990公顷，森林覆盖率为83.76%，林业总人口21250人。

## 行政区划
根河林业局下辖以下单位：
乌力库玛林场、下央格气林场、开拉气林场、约安里林场、萨吉气林场、好里堡林场、角刀木林场、上央格气林场、潮查林场。